# Pteryperga
Pteryperga – rodzaj błonkówek z rodziny Pergidae, jedyny w podrodzinie Pteryperginae.

## Zasięg występowania
Gatunki z tego rodzaju występują w Australii.

## Systematyka
Do Pteryperga zaliczane są 3 gatunki:
- Pteryperga bifasciata
- Pteryperga galla
- Pteryperga hyaloptera